# Carrer Sant Antoni (Centelles)
El carrer Sant Antoni és un carrer de Centelles (Osona) amb diverses cases incloses a l'Inventari del Patrimoni Arquitectònic Català.

## Habitatge al número 1

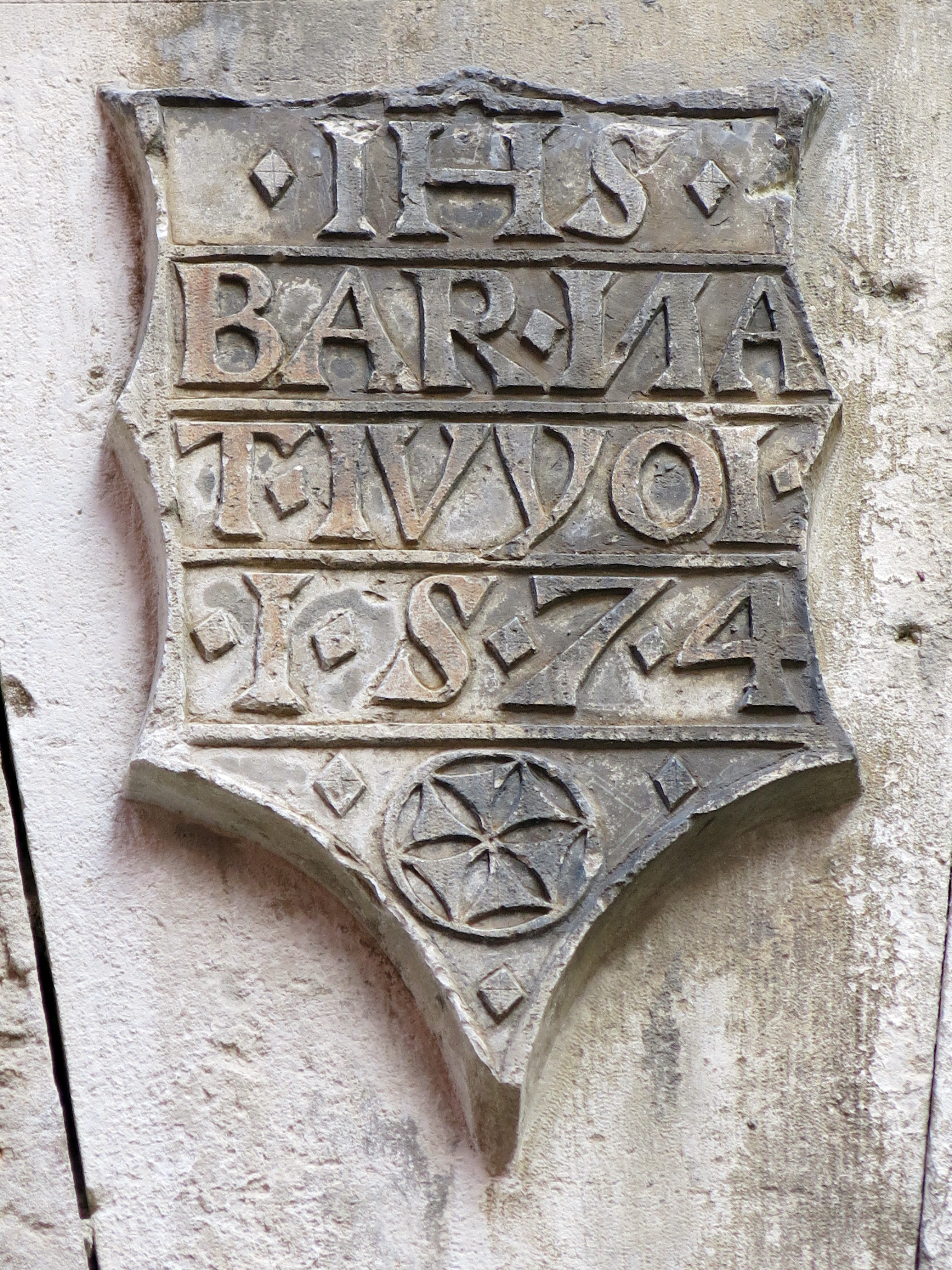
Número 1

Portal format per dovelles de considerable dimensió (1 m de llarg x 2 pams d'amplada). La part superior circular està formada per onze dovelles i a la central hi ha esculpit un escudet amb la següent inscripció: "Bernat Iujol 1574". A sobre el portal hi ha una finestra de pedra treballada i desaigües. La resta de l'edifici és molt precari.

## Habitatge al número 14

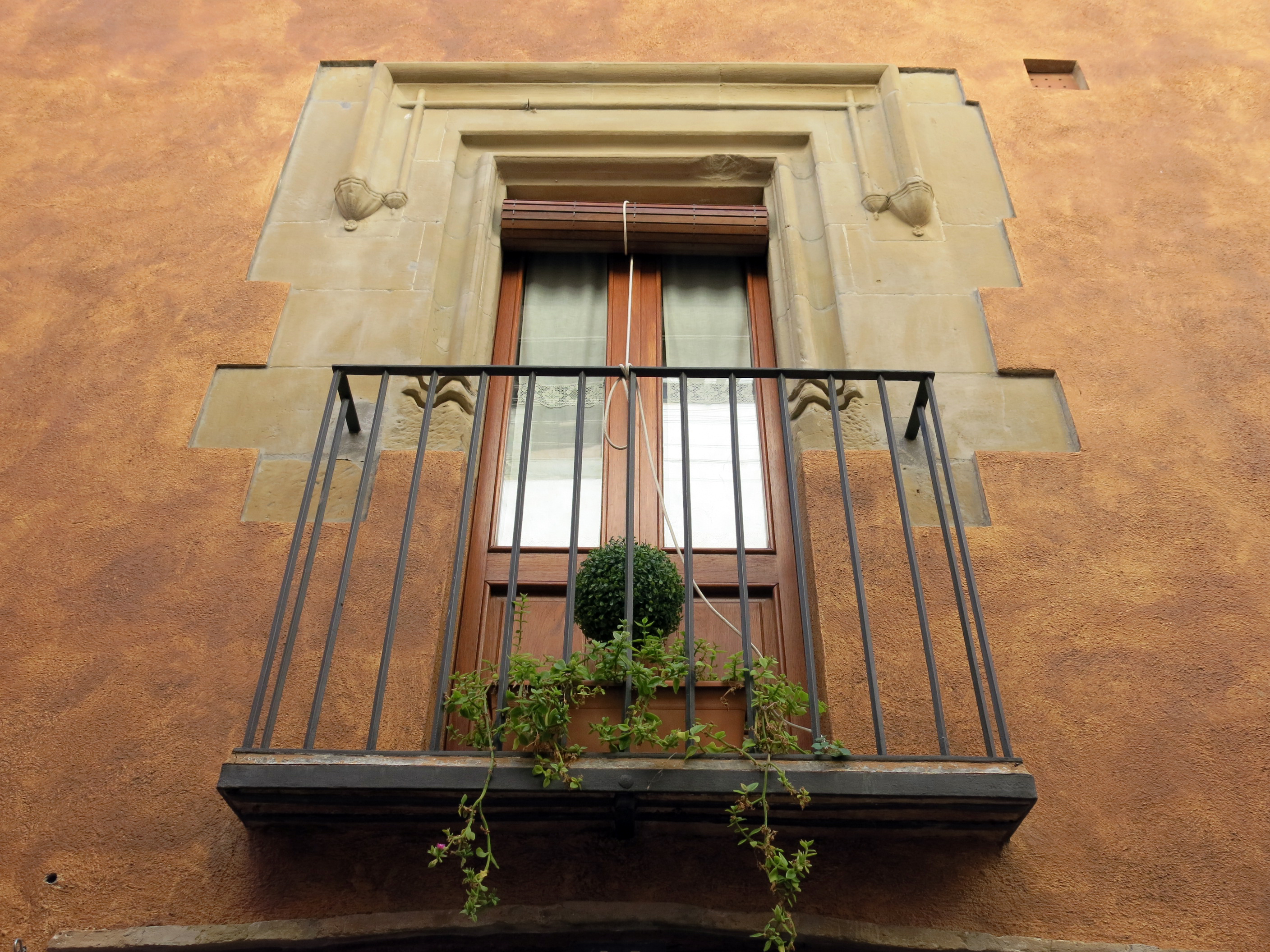
Número 14

Portal quadrangular molt modificat amb llinda de fusta sostinguda per pedres d'inclinació a la part anterior. Hi ha un guardapols a la part superior. A sobre hi ha un balcó de 2 x 1 m aproximadament, emmarcat amb un guardapols amb desaigües. El balcó està millor conservat que el portal. Al costat d'aquest es troba una finestra molt reformada de pedra treballada.

## Casa Pau Giol

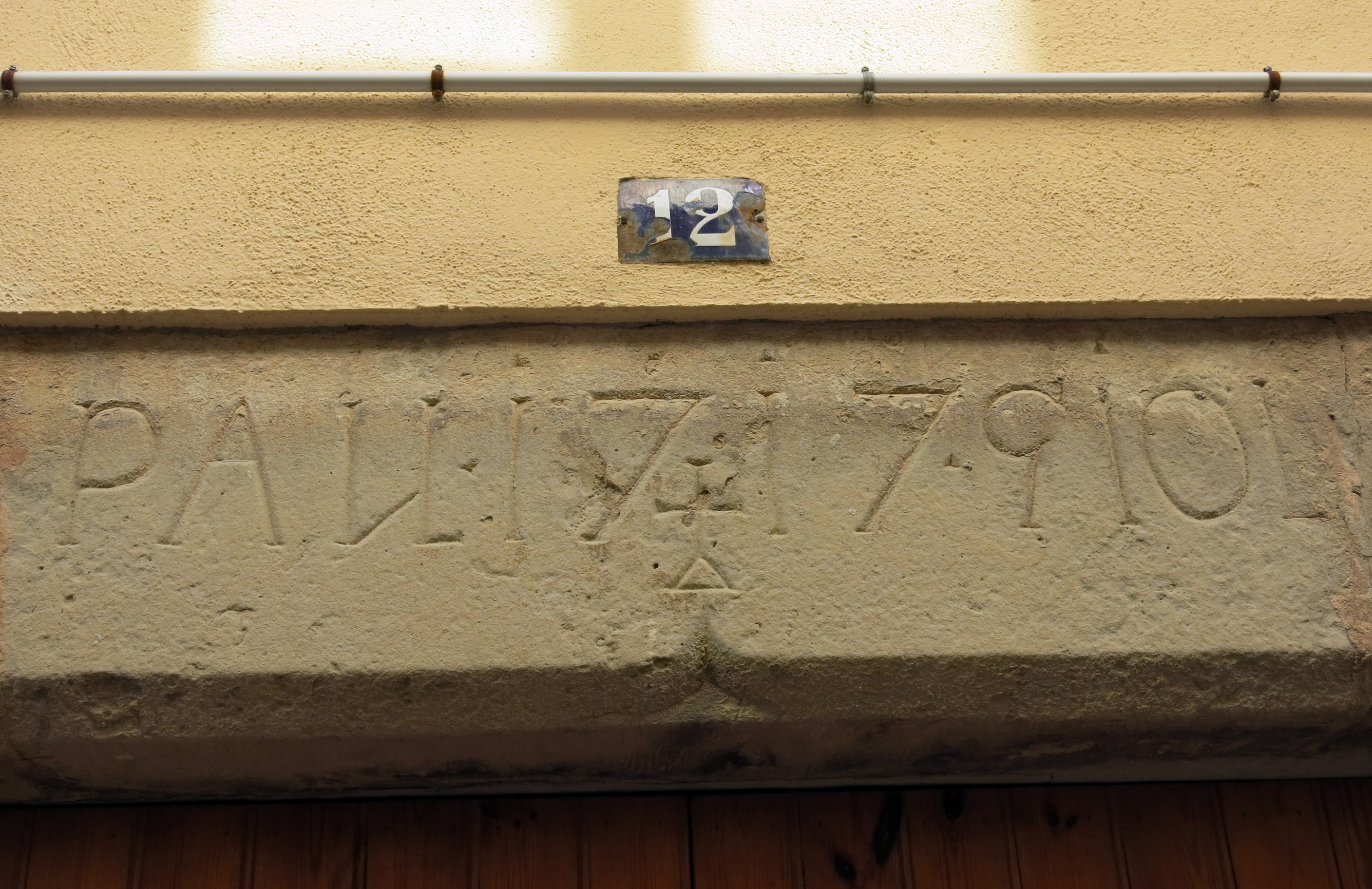
Casa Pau Giol

Casa de reduïdes dimensions de planta baixa i dos pisos, situada al número 12. Destaca a la façana principal un portal rectangular amb pedres a la base que fan de guardapols i una gran llinda amb la inscripció "Pau Giol 1717" de grafia exagerada. En el primer pis cal destacar dues finestres de pedra treballada de color rogent, amb ampits i datades el 1720.

## Habitatge al número 9

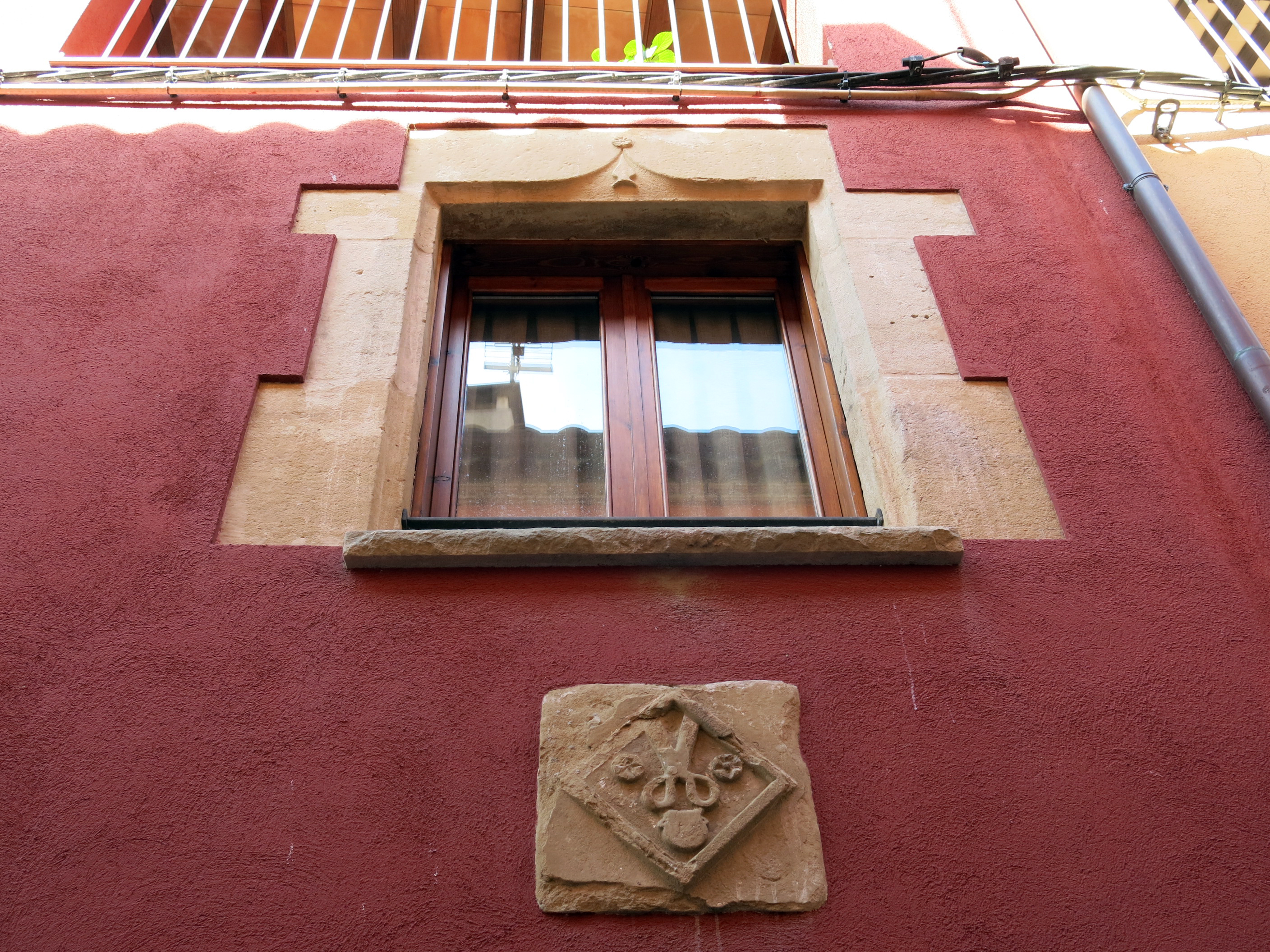
Número 9

Escudet que formava part d'una llinda, ara tapada per la restauració de la planta baixa. Forma un quadrat amb els vèrtexs decantats i al mig hi ha unes tisores i dos rosetes. Al primer pis hi ha una finestra amb pedra treballada amb aiguavés i una roseta a la llinda.

## Història
La datació de la casa al número 1, comparant-la amb la resta de cases del mateix carrer, fa pensar que antigament es trobava aïllada o que el portal provenia d'una altra edificació. La seva disposició, però, fa pensar que fou la primera edificació que més tard donà lloc a l'obertura del carrer Sant Antoni.